# Natación en los Juegos Suramericanos de 2006
La natación fue un deporte participante en el programa deportivo de los Juegos Suramericanos de Buenos Aires 2006. Las pruebas de natación se realizaron en el Complejo Natatorio Jannete Campbell del Centro Nacional de Alto Rendimiento Deportivo (CENARD), asimismo, las pruebas de natación a aguas abiertas se realizaron en las instalaciones del Club Náutico Zárate. Ambos complejos se ubican en la ciudad de Buenos Aires.
En esta ocasión se realizaron 44 eventos: 22 eventos por género.
Se detallan los resultados de las competiciones deportivas para la especialidad de Natación
en los VIII Juegos Suramericanos.

## Resultados de las Pruebas de Natación

### Hombres
| Evento                      | Oro                                            | Oro         | Plata                                          | Plata    | Bronce                                         | Bronce   |
| --------------------------- | ---------------------------------------------- | ----------- | ---------------------------------------------- | -------- | ---------------------------------------------- | -------- |
| 50 m libre Detalle          | José Meolans Argentina                         | 22.66 RS    | Arthur Rocha · Brasil                          | 23.28    | Jader Souza · Brasil                           | 23.40    |
| 100 m libre Detalle         | José Meolans Argentina                         | 49.48 RS    | Matias Aguilera Argentina                      | 50.56    | Jose Melconian · Uruguay                       | 51.33    |
| 200 m libre Detalle         | Martín Kutscher · Uruguay                      | 1:52.35 RS  | Crox Acuña · Venezuela                         | 1:52.71  | Raphael Bydlowski · Brasil                     | 1:53.6   |
| 400 m libre Detalle         | Erwin Maldonado · Venezuela                    | 3:59.57 RS  | Juan Pereyra Argentina                         | 4:00.09  | Alejandro Gómez · Venezuela                    | 4:00.34  |
| 800 m libre Detalle         | Luis Arapiraca · Brasil                        | 8:11.87 RS  | Erwin Maldonado · Venezuela                    | 8:11.88  | Juan Pereyra Argentina                         | 8:15.59  |
| 1500 m libre Detalle        | Luis Arapiraca · Brasil                        | 15:38.98 RS | Esteban Paz Argentina                          | 15:43.90 | Erwin Maldonado · Venezuela                    | 15:51.57 |
|                             |                                                |             |                                                |          |                                                |          |
| 50 m espalda Detalle        | Eduardo Germán Otero Argentina                 | 26.25 RS    | Arthur Rocha · Brasil                          | 26.97    | Daniel Orzechowshki · Brasil                   | 26.98    |
| 100 m espalda Detalle       | Joaquín Belza Argentina                        | 57.13 RS    | Daniel Orzechowshki · Brasil                   | 57.19    | Guilherme Guido · Brasil                       | 57.39    |
| 200 m espalda Detalle       | Joaquín Belza Argentina                        | 2:05.00 RS  | Guilherme Guido · Brasil                       | 2:07.51  | Reymer Vezga · Venezuela                       | 2:07.70  |
|                             |                                                |             |                                                |          |                                                |          |
| 50 m pecho Detalle          | Eduardo Fischer · Brasil                       | 28.69 RS    | Edgar Crespo · Panamá                          | 29.48    | Felipe Silva · Brasil                          | 29.50    |
| 100 m pecho Detalle         | Eduardo Fischer · Brasil                       | 1:03.34 RS  | Felipe Silva · Brasil                          | 1:04.16  | Sergio Ferreyra Argentina                      | 1:04.22  |
| 200 m pecho Detalle         | Thiago Parravicini · Brasil                    | 2:17.15 RS  | Sergio Ferreyra Argentina                      | 2:19.31  | Diego Bonilla Orozco · Colombia                | 2:22.17  |
|                             |                                                |             |                                                |          |                                                |          |
| 50 m mariposa Detalle       | Jader Souza · Brasil                           | 24.80 RS    | Gustavo Paschetta Argentina                    | 24.81    | Arthur Rocha · Brasil                          | 25.31    |
| 100 m mariposa Detalle      | Julio Galofre · Colombia                       | 55.41 RS    | Mariano Caviglia Argentina                     | 55.70    | Gordon Touw Ngie Tjou Surinam                  | 55.73    |
| 200 m mariposa Detalle      | Gastón Rodriguez Argentina                     | 2:03.04 RS  | Julio Galofre · Colombia                       | 2:04.56  | José Crescimbeni · Perú                        | 2:05.48  |
|                             |                                                |             |                                                |          |                                                |          |
| 200 m combinado Detalle     | Joaquín Belza Argentina                        | 2:05.85 RS  | Diogo Yabe · Brasil                            | 2:06.09  | Diego Bonilla · Colombia                       | 2:07.39  |
| 400 m combinado Detalle     | Diogo Yabe · Brasil                            | 4:31.91 RS  | Ricardo Kojima · Brasil                        | 4:32.14  | Leopoldo Andara · Venezuela                    | 4:32.49  |
|                             |                                                |             |                                                |          |                                                |          |
| 4 x 100 m libre Detalle     | Argentina Meolans, Otero, Belza, Aguilera      | 3:24.16 RS  | Brasil · Bydlowski, Souza, · Yabe, Rocha       | 3:25.84  | Uruguay · Melconian, Mafio, · Queipo, Kutscher | 3:28.85  |
| 4x200 m. libre Detalle      | Venezuela · Morales, Acuña, · Maldonado, Gómez | 7:35.09 RS  | Chile · Zolezzi, Schnettler, · Guzmán, Mallat  | 7:37.17  | Brasil · Bydlowski, Yabe, · Fim, Arapiraca     | 7:38.92  |
| 4 x 100 m combinado Detalle | Argentina Belza, Ferreyra, Caviglia, Meolans   | 3:46.46 RS  | Brasil · Orzechowshki, Fischer, · Alves, Souza | 3:47.37  | Venezuela · Vezga, Pinto, · Andara, Acuña      | 3:54.79  |
|                             |                                                |             |                                                |          |                                                |          |

### Mujeres
| Evento                      | Oro                                                | Oro         | Plata                                        | Plata    | Bronce                                             | Bronce   |
| --------------------------- | -------------------------------------------------- | ----------- | -------------------------------------------- | -------- | -------------------------------------------------- | -------- |
| 50 m libre Detalle          | Arlene Semeco · Venezuela                          | 25.82 RS    | Natalia Grava · Brasil                       | 26.41    | Loren Bahamonde · Ecuador                          | 26.62    |
| 100 m libre Detalle         | Arlene Semeco · Venezuela                          | 57.18 RS    | Monique Ferreira · Brasil                    | 58.38    | Michelle Lenhardt · Brasil                         | 58.47    |
| 200 m libre Detalle         | Cecilia Biagioli Argentina                         | 2:02.70 RS  | Monique Ferreira · Brasil                    | 2:04.31  | Monick Perez · Brasil                              | 2:04.75  |
| 400 m libre Detalle         | Cecilia Biagioli Argentina                         | 4:13.63 RS  | Kristel Köbrich · Chile                      | 4:18.77  | Monique Ferreira · Brasil                          | 4:20.69  |
| 800 m libre Detalle         | Kristel Köbrich · Chile                            | 8:43.79 RS  | Cecilia Biagioli Argentina                   | 8:48.62  | Yanel Pinto · Venezuela                            | 8:55.71  |
| 1500 m libre Detalle        | Kristel Köbrich · Chile                            | 16:30.55 RS | Cecilia Biagioli Argentina                   | 16:56.67 | Yanel Pinto · Venezuela                            | 17:17.67 |
|                             |                                                    |             |                                              |          |                                                    |          |
| 50 m espalda Detalle        | Carolina Colorado · Colombia                       | 30.14 RS    | Jeserik Pinto · Venezuela                    | 30.35    | Fernanda Alvarenga · Brasil                        | 31.00    |
| 100 m espalda Detalle       | Carolina Colorado · Colombia                       | 1:04.73     | Erin Volcán · Venezuela                      | 1:05.30  | Fernanda Alvarenga · Brasil                        | 1:05.92  |
| 200 m espalda Detalle       | Georgina Bardach Argentina                         | 2:17.82     | Erin Volcán · Venezuela                      | 2:18.27  | Rebeca Bretanha · Brasil                           | 2:22.17  |
|                             |                                                    |             |                                              |          |                                                    |          |
| 50 m pecho Detalle          | Javiera Salcedo Argentina                          | 33.12 RS    | Mariana Katsuno · Brasil                     | 33.80    | Malena Coschiza Argentina                          | 34.22    |
| 100 m pecho Detalle         | Javiera Salcedo Argentina                          | 1:12.24 RS  | Gloria González · Venezuela                  | 1:14.96  | Mariana Katsuno · Brasil                           | 1:15.06  |
| 200 m pecho Detalle         | Georgina Bardach Argentina                         | 2:35.48 RS  | Agustina De Giovanni Argentina               | 2:37.20  | Nora Miro · Perú                                   | 2:41.23  |
|                             |                                                    |             |                                              |          |                                                    |          |
| 50 m mariposa Detalle       | Gabriella Silva · Brasil                           | 27.95 RS    | Natalia Grava · Brasil                       | 28.09    | Loren Bahamonde · Ecuador                          | 28.45    |
| 100 m mariposa Detalle      | Gabriella Silva · Brasil                           | 1:01.54 RS  | Florencia Ghione Argentina                   | 1:03.30  | Alejandra Rodríguez · Venezuela                    | 1:03.66  |
| 200 m mariposa Detalle      | Florencia Ghione Argentina                         | 2:16.11 RS  | Andreína Pinto · Venezuela                   | 2:17.63  | Alejandra Rodrguez · Venezuela                     | 2:18.47  |
|                             |                                                    |             |                                              |          |                                                    |          |
| 200 m combinado Detalle     | Georgina Bardach Argentina                         | 2:17.49 RS  | Agustina De Giovanni Argentina               | 2:21.47  | Larissa Cieslak · Brasil                           | 2:23.05  |
| 400 m combinado Detalle     | Georgina Bardach Argentina                         | 4:53.42 RS  | Larissa Cieslak · Brasil                     | 5:02.96  | Silvia Pérez · Venezuela                           | 5:03.22  |
|                             |                                                    |             |                                              |          |                                                    |          |
| 4 x 100 m libre Detalle     | Brasil · Lenhardt, Grava, · Ribeiro, Ferreira      | 3:53.16 RS  | Venezuela · Pinto, Volcán, · Pinto, Semeco   | 3:54.09  | Argentina Colovini, De Giovanni, Bardach, Biagioli | 3:55.21  |
| 4x200 m. libre Detalle      | Argentina Colovini, Biagioli, De Giovanni, Bardach | 8:27.26 RS  | Brasil · Perez, Jatoba, · Ribeiro, Ferreira  | 8:29.32  | Venezuela · Márquez, Pinto, · Pinto, Volcán        | 8:30.76  |
| 4 x 100 m combinado Detalle | Venezuela · Volcán, González, · Rodriguez, Semeco  | 4:18.47 RS  | Argentina Bardach, Salcedo, Ghione, Biagioli | 4:19.87  |                                                    |          |
|                             |                                                    |             |                                              |          |                                                    |          |

RS: Récord Sudamericano.

## Resultados de las pruebas de Natación en agua abiertas

### Hombres
| Evento         | Oro                       | Oro     | Plata                       | Plata   | Bronce                    | Bronce  |
| -------------- | ------------------------- | ------- | --------------------------- | ------- | ------------------------- | ------- |
| 5 km. Detalle  | Allan do Carmo · Brasil   |         | Fabio Lima · Brasil         |         | Roberto Peñalillo · Chile |         |
| 10 km. Detalle | Roberto Peñalillo · Chile | 1:14:10 | Erwin Maldonado · Venezuela | 1:14:18 | Francisco Sales Argentina | 1:14:19 |

### Mujeres
| Evento         | Oro                | Oro     | Plata                 | Plata   | Bronce                        | Bronce  |
| -------------- | ------------------ | ------- | --------------------- | ------- | ----------------------------- | ------- |
| 5 km. Detalle  | Ana Cunha · Brasil |         | Pilar Geijo Argentina |         | Celeste Punet Argentina       |         |
| 10 km. Detalle | Ana Cunha · Brasil | 1:17:26 | Pilar Geijo Argentina | 1:17:47 | Pamela Barbosa Engel · Brasil | 1:19:07 |

## Medallero
El campeón de la especialidad fue el país local, Argentina, que logró la primera posición con 19 medallas de oro. Aun así, Brasil se impuso en el número de medallas totales.
| Núm. | País      | Oro | Plata | Bronce | Total |
| ---- | --------- | --- | ----- | ------ | ----- |
| 1    | Argentina | 19  | 16    | 6      | 41    |
| 2    | Brasil    | 12  | 15    | 16     | 43    |
| 3    | Venezuela | 5   | 9     | 11     | 25    |
| 4    | Chile     | 3   | 2     | 1      | 6     |
| 5    | Colombia  | 3   | 1     | 2      | 6     |
| 6    | Uruguay   | 1   | 0     | 2      | 3     |
| 7    | Panamá    | 0   | 1     | 0      | 1     |
| 8    | Ecuador   | 0   | 0     | 2      | 2     |
| 9    | Perú      | 0   | 0     | 2      | 2     |
| 10   | Surinam   | 0   | 0     | 1      | 1     |

|  | País local (Argentina). |